# 卡爾王子 (巴伐利亞)
巴伐利亞的卡爾王子（德語：Karl von Bayern，1874年4月1日—1927年5月9日），巴伐利亞末代國王路德維希三世的次子。
卡爾王子終生未婚，死後葬在慕尼黑的聖母主教座堂。